# Gilbert Ames Bliss
Gilbert Ames Bliss (Chicago, 9 maggio 1876 – Harvey, 8 maggio 1951) è stato un matematico statunitense, conosciuto per i suoi lavori sul calcolo delle variazioni.

## Biografia
Bliss è cresciuto in una famiglia di Chicago che successivamente divenne agiata; nel 1907, suo padre divenne presidente della società di fornitura elettrica di Chicago. Tuttavia la famiglia non era ancora benestante quando nel 1893 Bliss entrò all'Università di Chicago. Pertanto, dovette mantenersi da solo durante gli studi, vincendo una borsa di studio e suonando in un quartetto.
Dopo aver ottenuto il Bachelor of Science nel 1897, ha iniziato gli studi post-laurea a Chicago in astronomia matematica (la sua prima pubblicazione riguardò proprio questo campo), passando nel 1898 alla matematica. Ha cominciato ad interessarsi al calcolo delle variazioni attraverso gli appunti delle lezioni del corso del 1879 di Weierstrass tenuto da Oskar Bolza. Bolza è poi diventato il supervisore della tesi di dottorato di Bliss, dal titolo The Geodesic Lines on the Anchor Ring, completata nel 1900 e pubblicata in Annals of Mathematics nel 1902. Dopo due anni come docente all'Università del Minnesota, Bliss ha trascorso l'anno accademico 1902-03 all'Università di Gottinga, collaborando con Felix Klein, David Hilbert, Hermann Minkowski, Ernst Zermelo, Erhard Schmidt, Max Abraham e Constantin Carathéodory.
Rientrato negli Stati Uniti, Bliss ha insegnato all'Università di Chicago e all'Università del Missouri. Nel 1904 ha pubblicato altri due articoli sul calcolo delle variazioni nei Transactions of the American Mathematical Society. Bliss è stato preceptor presso l'Università di Princeton dal 1905 al 1908, unendosi a un gruppo di giovani matematici talentuosi che includeva Luther P. Eisenhart, Oswald Veblen e Robert Lee Moore. Mentre era a Princeton, è stato anche editore associato della rivista Annals of Mathematics.
Nel 1908, il professor Heinrich Maschke di Chicago morì e Bliss fu assunto come sostituto; Bliss rimase a Chicago fino al suo pensionamento, avvenuto nel 1941. Durante il suo periodo a Chicago, è stato editore della rivista Transactions of the American Mathematical Society dal 1908 al 1916 e ha presieduto il Dipartimento di Matematica dal 1927 al 1941. Il dipartimento era meno rinomato sotto la direzione di Bliss rispetto a quanto non fosse stato sotto la precedente direzione di Eliakim Hastings Moore e rispetto a quanto sarebbe diventato sotto la direzione di Marshall Stone e Saunders Mac Lane dopo la Seconda Guerra Mondiale.
Durante la Prima Guerra Mondiale, Bliss ha lavorato nel campo della balistica, progettando nuove tabelle di tiro per l'artiglieria e tenendo conferenze sulla navigazione. Nel 1918, lui e Oswald Veblen hanno collaborato nella Sezione di Tiro di Aberdeen Proving Ground, applicando il calcolo delle variazioni per correggere le traiettorie dei proiettili in base agli effetti del vento, delle variazioni della densità dell'aria, della rotazione della Terra e di altre perturbazioni.
Bliss si è sposato con Helen Hurd nel 1912, che morì durante la pandemia di influenza del 1918; i loro due figli sono sopravvissuti. Bliss si è sposato successivamente con Olive Hunter nel 1920, ma non ebbe altri figli con la seconda moglie.
Bliss è stato eletto nell'Accademia nazionale delle scienze nel 1916. È stato Colloquium Lecturer della Società Matematica Americana nel 1909, Vicepresidente nel 1911 e Presidente dal 1921 al 1922. Nel 1925 è stato il vincitore della prima edizione del Premio Chauvenet della Mathematical Association of America per il suo articolo Algebraic functions and their divisors, che ha portato nel 1933 alla pubblicazione del suo libro Algebraic functions.
Bliss ha presieduto una commissione governativa che ha elaborato regole per la ripartizione dei seggi nella Camera dei rappresentanti degli Stati Uniti tra i vari stati.

## Lavoro
Il lavoro di Bliss sul calcolo delle variazioni culminò nel 1946 nell'opera Lectures on the Calculus of Variations. Nell'opera Bliss raggiunse una notevole semplificazione delle teorie delle trasformazione di Clebsch e Weierstrass. Bliss rafforzò anche le condizioni necessarie di Eulero, Weierstrass, Legendre e Jacobi in condizioni sufficienti. Bliss formulò e risolse il problema canonico di Bolza con condizioni al contorno e punti finali variabili. Le Lectures di Bliss costituiscono più o meno il culmine del classico calcolo delle variazioni di Weierstrass, Hilbert e Bolza. Successivi lavori sui problemi variazionali si sarebbero orientati in nuove direzioni, come la teoria di Morse, il controllo ottimale e la programmazione dinamica.

## Pubblicazioni
- (EN) Gilbert Ames Bliss, Calculus of Variations, 1925.[1]
- (EN) Gilbert Ames Bliss, Algebraic Functions, 1933.[2]
- (EN) Gilbert Ames Bliss, Mathematics for Exterior Ballistics, John Wiley and Sons Inc., 1944.
- (EN) Gilbert Ames Bliss, Lectures on the Calculus of Variations, University of Chicago Press, 1946, ISBN 0-226-05895-6.[3]